# Diesel Nacional
DINA Camiones, S.A. de C.V., conocida simplemente como Diesel Nacional, es una empresa mexicana fabricante de autobuses y camiones con sede en Ciudad Sahagún, Hidalgo, México. Creada por el Gobierno Federal de México en 1951, para satisfacer la necesidad de 25.8 millones de personas con 21.4 mil de km de carreteras; actualmente es propiedad y filial del Grupo Empresarial G y subsidiarias desde 1989. La compañía ha pasado por varias etapas de producción de diferentes modelos de transporte de carga y pasaje a lo largo de su historia, gracias a diferentes convenios tecnológicos, comerciales y sociedades con diferentes compañías internacionales como Fiat, Renault, Flexible, Cummins, Perkins, Chrysler, Caterpillar, Scania, MCI, Skoda, Spicer, Eaton y Dana. Hoy en día, su principal producción está enfocada en autobuses para uso urbano y foráneo, y tienen desarrollada su tecnología de camiones con una filial de BMW.
Actualmente decenas de miles de camiones y autobuses, alcanzando el 20% del parque vehicular nacional, circulan a lo largo de diferentes vías y carreteras de México, incluyendo en algunos países latinoamericanos y los Estados Unidos.

## Historia

### Inicios
La compañía fue creada el 18 de julio de 1951, el Gobierno Federal de México, a través de la Secretaría de Hacienda y Crédito Público y la Secretaría de Economía, aprueba la constitución de la empresa Diesel Nacional, S.A. de C.V. , con una duración de 45 años y un capital social de 75 millones de pesos, mismo que fue aportado por la iniciativa privada y el gobierno mexicano, siendo este último el accionista mayoritario, su planta fue instalada en Ciudad Sahagún, Hidalgo.
En 1952, Diesel Nacional firma contratos de fabricación y asistencia técnica con la automotriz italiana Fiat, cuyo resultado fue la producción de las primeras unidades armada o ensamblada: el tracto camión 682/T, más tarde la producción se extendió al segmento del automóvil con los modelos FIAT 600, FIAT 1100 y FIAT 1400B. Mientras tanto, el segmento de autobuses para pasajeros inicio con el modelo 682 RN en 1956; pero los altos costos de producción de ensamblaje de los vehículos Fiat, obligaron a la cancelación del contrato en enero de 1960. En ese mismo mes celebra un contrato con la automotriz francesa Renault para reiniciar su expansión de los camiones pesados a los automóviles comenzando con la fabricación de auto partes para los vehículos Renault, misma que finalizó en 1971. La producción de los camiones de carga de Fiat terminó siendo reemplazada por los camiones de la marca estadounidense Diamond Reo, bajo licencia, para el segmento de carga pesada en 1960 hasta mediados de la década de los 70 y en el segmento de camiones de carga mediana-semi pesados con chasis y cabinas de la marca International Harvester Company (actualmente Navistar International Corporation) en 1963. También en ese mismo año, la paraestatal constituye una sociedad con la empresa estadounidense Cummins, compañía productora de motores para camiones, para la producción de motores serie Small Vee.
En 1961, se inicia otra e importante asociación con la compañía The Flxible Corporation, de la cual permitía obtener la licencia para construir dos modelos de autobuses en México, el Flxible Hi-Level y el Flxliner, que serían conocidos respectivamente en el país como el DINA 311 (conocido entre el gremio camionero como "Dina jorobado" o "Dina Flexible") y el DINA 323 G1 y G2, más conocido como "Dina Olímpico". Este último autobús tuvo una gran aceptación en el segmento del transporte foráneo en el país, al grado de que todas las líneas de autotransporte de pasajeros tuvieron este modelo entre sus filas, llegando a ser incluso el autobús emblema de las líneas Omnibus de México y ADO (Autobuses de Oriente).
En 1962, el gobierno federal mexicano impone a la industria automotriz en el país ciertas limitaciones en las que incluían la imposición de barreras arancelarias a la importación de vehículos que ingresarán a la nación mexicana, tanto de carga como de transporte así como la obtención de sus componentes provenientes del extranjero, de tal manera que las compañías productoras en el país obtuvieran beneficios de políticas proteccionistas, situación que sería favorable para DINA durante las tres décadas siguientes de producción. Otras políticas de regulación en el mercado servirían como factor importante para la exportación de vehículos de carga a varios países de Latinoamérica a partir de la década de los años 1970.
En 1968, se inicia la producción nacional de los motores NT y NH de la compañía Cummins. En 1973, compra el 60% de las acciones de Motores Perkins, establecida en el mercado mexicano, para contrarrestar a su principal competidor, Chrysler, que previamente fue propietario de las acciones.

### Consolidación de la paraestatal en el mercado mexicano

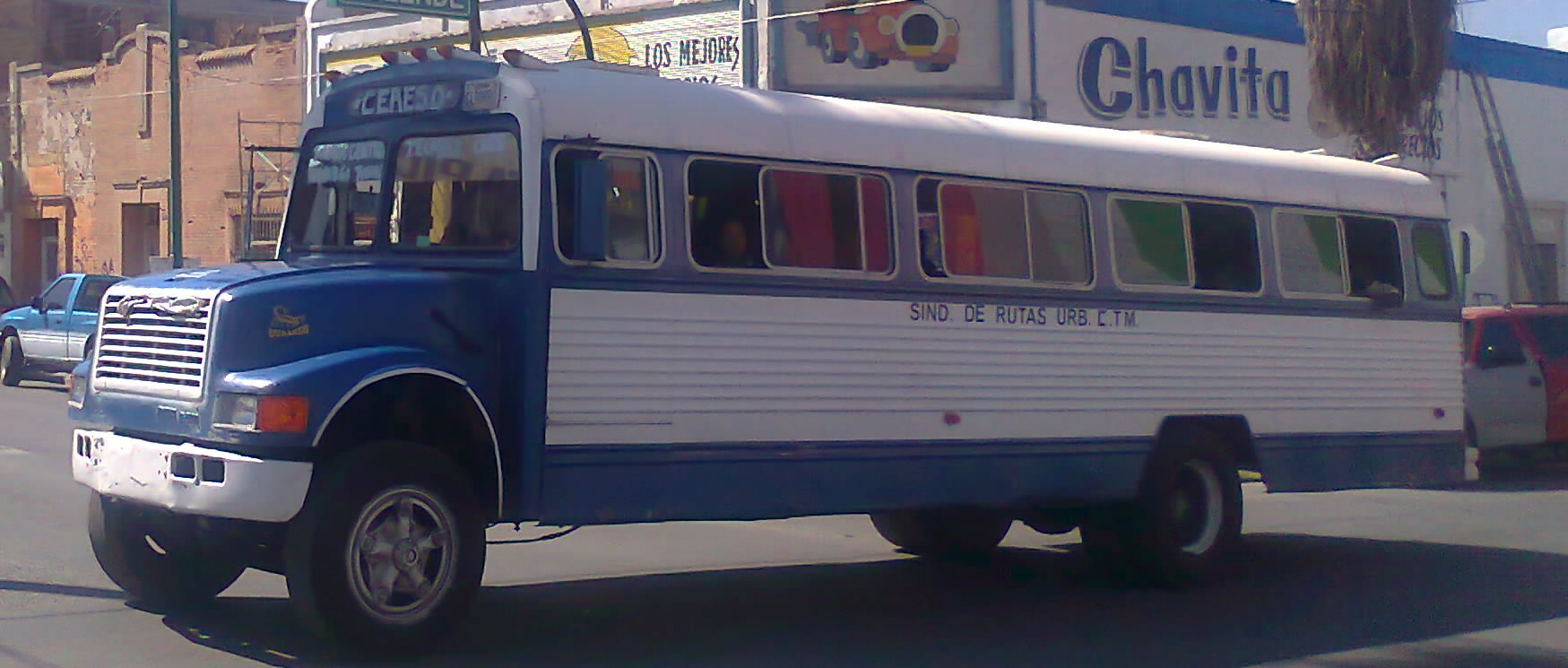
Un Autobús DINA-CAPRE ofreciendo un servicio de transporte de pasajeros en el poblado de Gómez Palacio, Durango. La compañía CAPRE (actualmente NovaCapre) produjo varios camiones mediante ese convenio por varios años, de la cual la empresa fabricaba las carrocerías y Dina proveía los motores y el chasis.

Al ser una compañía productora y ensamble de motores, y sobre todo al obtener protección arancelaria, DINA obtuvo significantes convenios con compañías nacionales productoras de camiones para el sector de camiones de carga y foráneo del transporte, a partir de la década de los años 1970, principalmente con las compañías CASA (Carrocerías de Aluminio, S.A), CATOSA (Carrocerías Toluca, S.A.; actualmente OperBus) y CAPRE (Carrocerías Preconstruidas, S.A; actualmente NovaCapre).

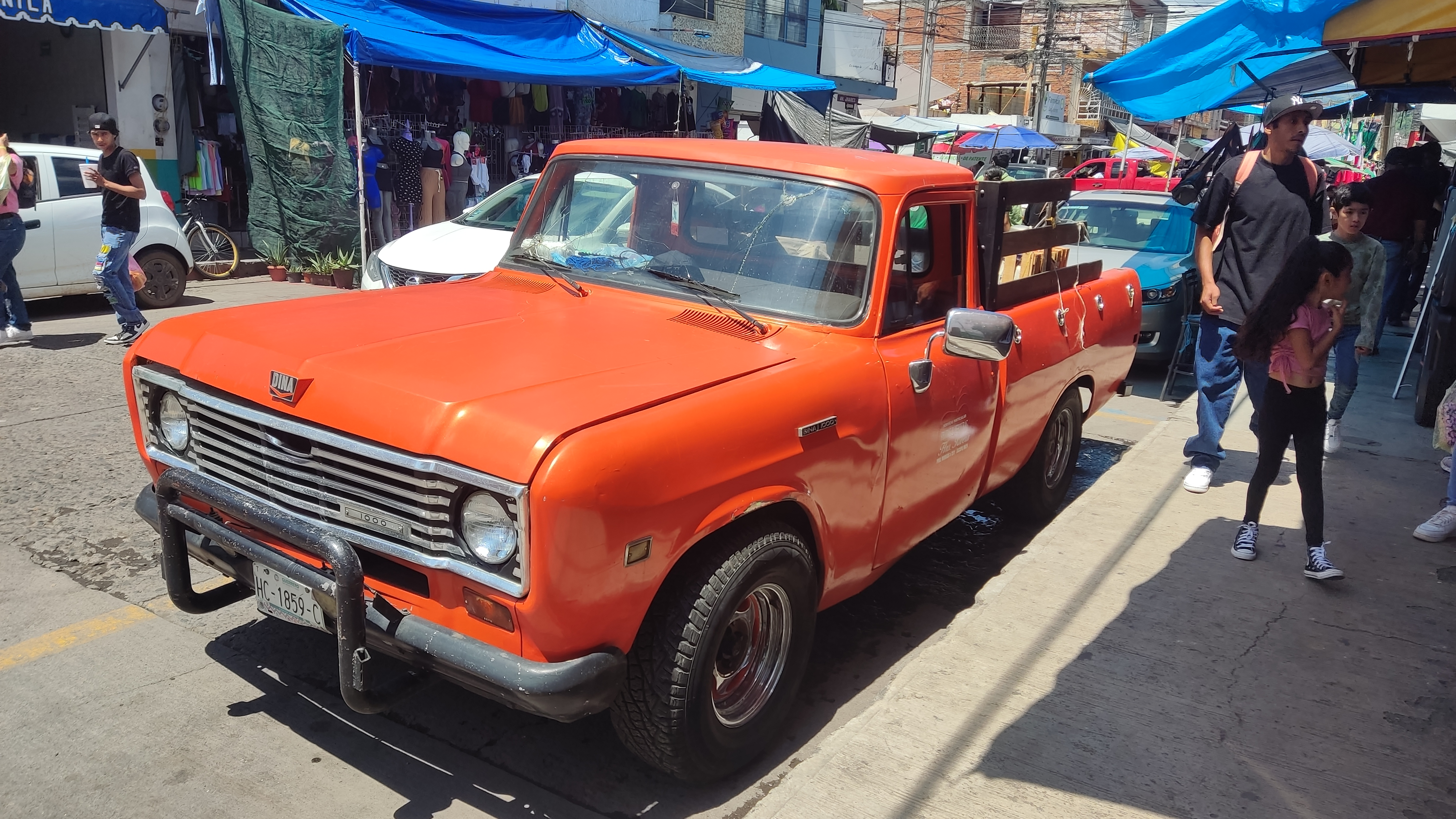
Dina D1000

En 1974, se constituye la compañía Maquiladora Automotriz Nacional (MAN) destinada al ensamblado de camionetas Pick-up con la marca DINA, de la cual se fabricaron los modelos 1000, 3000 y 3200, todas con tecnología de International modelo Scout y con motores Perkins. Posteriormente, las camionetas DINA se fabricaron con carrocería similar a Chevrolet Custom. MAN cerró la producción de camionetas en 1983.
Debido a la creciente demanda y diversificaron en su línea de productos, a partir de 1976 se crean diferentes divisiones comerciales dentro de la misma Diesel Nacional,  S.A. de C.V., quedando como controladora principal y formando un grupo corporativo paraestatal descentralizado. Como resultado de este proceso, el corporativo quedó compuesto principalmente en diferentes grupos de operación:
| Industria Terminal                                                                               | Industria Terminal                                                                         |
| ------------------------------------------------------------------------------------------------ | ------------------------------------------------------------------------------------------ |
| Dina Camiones, S.A. de C.V.                                                                      | Ensamble de camiones de carga, mediana y pesada, y tracto camiones.                        |
| Dina Autobuses, S.A. de C.V. Mexicana de Autobuses, S.A de C.V. (incorporado en 1982 hasta 1989) | Empresas ensambladoras de autobuses, foráneo y urbano.                                     |
| Industria de Motores a Diesel                                                                    |                                                                                            |
| Dina Motores, S.A. de C.V.                                                                       | Empresa fabricante de motores bajo licencia de la marca Cummins, tipo pesado e industrial. |
| Autopartes y Servicios de Apoyo                                                                  |                                                                                            |
| Plásticos y Automotrices Dina, S.A. de C.V.                                                      | División productora de cabinas, defensas, asientos y otras partes de fibra de vidrio.      |
| Otras empresas incorporadas a la corporación                                                     |                                                                                            |
| Planta de Transmisiones de Dina Motores, S.A. de C.V.                                            | Fabricante de cajas de velocidades y maquinado de diversas partes automotrices metálicas.  |
| División Servicios de Dina Motores, S.A. de C.V.                                                 | Servicios de alimentación y hospedaje a los trabajadores de las plantas.                   |
| Planta de Herramental de Dina Camiones, S.A. de C.V.                                             | Fabricante de herramentales para ensamble y maquinado.                                     |
| División Partes de Dina Camiones, S.A. de C.V.                                                   | Servicio de comercialización de refacciones para camiones.                                 |

Durante los inicios de la década de los años 1980, la industria en la producción de autobuses y de carga se monopolizaron en el país, quedando principalmente concentrado en manos de DINA y Mexicana de Autobuses, S.A. de C.V. (MASA), una de las razones de mantener cierta posición en el mercado es el uso de prácticas de competencia desleal sobre otras compañías con precios por debajo de su costo real y a la consolidación de las restricciones arancelarias impuestas por el gobierno federal anteriormente, esto a consecuencia de las fuertes crisis económicas iniciado en 1982, situación que sería menos favorable para las empresas nacionales constituidas por inversión privada. De esa manera, compañías como Sultana, otra compañía mexicana productora de autobuses, tendría que suspender su producción y cierre temporal de sus plantas en 1982.
En 1981, DINA y Navistar (ahora International) celebran un contrato de cooperación tecnológica. El resultado fue la introducción de camiones modelos serie S, el 7400, 7800 y 9400. En 1985, conforman una sociedad con General Motors de México para la fabricación y exportación de vehículos y partes de ensamble. Y fue durante esa década cuando DINA Autobuses logró llegar a la cúspide de ventas de la mano de su director general, el Ing. Miguel Ángel Anguiano Rodríguez.
En 1987, después de varios años de comercialización del Dina Olímpico en el sector de autobuses, se lanza un nuevo modelo, el D-350 G-7, que más tarde sería conocido como el Dina Avante, modelo que fue basado del Eagle 15 adaptando algunas características de las carrocerías Flxible. Del mismo modelo fue lanzado otras variaciones, el Dina Dorado y Avante Plus, en años posteriores.
Aunque la situación para el corporativo reflejaba cierto control principal en el mercado, esta misma se complicaría debido a los problemas económicos ocurrido durante la década de los años 1980 en México, la producción general a finales de 1986 se había paralizado en su mayoría debido a la disminución de la demanda. Esos problemas causarían además de nulas posibilidades de continuar invirtiendo en la modernización de nuevos equipos y mantenimiento. Durante 1987, se inicia el proceso de des-incorporación de las empresas conformadas por la corporación, realizando la venta y cierre de algunas compañías, Dina Motores fue comprada en su totalidad por su inversor minorista extranjero Cummins, otras compañías incorporadas como Mexicana de Autobuses fue vendido a un grupo de empresarios. De ese modo, de 1988 a 1989, se realizó el proceso de liquidación corporativa de DINA, que en realidad terminaría con la venta oficial de las empresas existentes en el grupo (camiones, motores, plásticos y autobuses) en un paquete accionario. Dando por terminado la operación y control de DINA por parte del estado mexicano, después de 38 años de operaciones.

### Privatización e Internacionalización de DINA
En 1989, la paraestatal Diesel Nacional (camiones, motores, plásticos y autobuses) es adquirida por Consorcio Grupo G, S.A. de C.V. propiedad de los hermanos jaliscienses Rafael (†), Armando, Guillermo, Alfonso y Raymundo Gómez Flores. La familia Gómez Flores era accionista en Mexicana de Autobuses, S.A. de C.V. (MASA), a través de Motor Coach Industries (MCI).
Durante los primeros años en que fue privatizada la empresa, se logró el mantenimiento de las relaciones comerciales con socios que habían obtenido convenios durante su etapa como empresa paraestatal. Así, en 1991 DINA introduce al mercado los motores NAVISTAR series DTA-360 y DTA-466 al segmento de camiones de carga y de pasaje. En 1992, y al estar copados en su capacidad de producción, se hace necesario un acuerdo comercial y tecnológico con la empresa brasileña Marcopolo S.A., para que entregara camiones desde el concepto de semi-knock-down y know-down para dar abasto a los pedidos de autobuses nuevos de sus clientes. Marcopolo era compañía líder en la producción y ventas de autobuses en Sudamérica en aquel momento, los resultados de ese convenio sería la fabricación de las carrocerías Marcopolo modelo Paradiso y Viaggio para el mercado mexicano, con una duración de 10 años. En 1993, comienzan las exportaciones de esos modelos a Centroamérica y Sudamérica.
Chrysler tenía un porcentaje accionario y las ventas a través de sus concesionarios. Grupo G adquirió dichas acciones y consolidó su propia red de distribuidores. Navistar también fue liquidado en su participación accionaria. 
En 1994, se constituye DINA Composites, S.A. de C.V. con la finalidad de desarrollar tecnologías plásticas para la industria automotriz.
Así, en ese mismo año Grupo G adquiere las plantas de ensamble de Motor Coach Industries International para facilitar las exportaciones al mercado Norteamericano.[1][5] Fabricante que por muchos años fue el productor de vehículos de larga distancia y turismo más importante en los Estados Unidos y Canadá, donde tiene plantas en Winnipeg y Dakota del Norte, siendo el autobús Greyhound el más reconocido y símbolo nacional americano.
En 1996, introduce los motores CAT de la compañía Caterpillar, en lugar de los Navistar. Se convenció a Caterpillar entrar al mercado de vehículos comerciales de carga y pasaje.
En 1997, inaugura su planta de ensamble de camiones y ómnibus en la zona industrial del poblado Mercedes, en Buenos Aires, Argentina convirtiéndose la empresa "Internacional Dina" en "DIMEX" como subsidiaria de DINA Camiones, S.A. de C.V. de México. Las negociaciones para operar en ese país transcurrieron desde hace dos atrás. La producción inicio con el ensamble de los camiones modelos serie S, importado desde su sede mexicana; la comercialización de camiones había logrado un 5% y 1% en autobuses en el año 1998, en base al mercado automotor argentino de ese año. En abril de 1999, se inicia la producción, ensamblado y comercialización de su propia gama de chasis y camiones HTQ (High Technology and Quality) en ese país, los D1416, D1721 y D1725.
Con el crecimiento de la compañía, diferentes grupos de operación se integraría como filiales de DINA, tal como se había realizado cuando el corporativo era de propiedad federal en la década de los años 1980; a finales de la década de los 90 la compañía estaría integrado por diferentes filiales y grupos operaciones:
| Industria Transportista                          | Industria Transportista |
| ------------------------------------------------ | --- |
| Dina Camiones, S.A. de C.V                       | Ensamble de camiones de carga, mediana y pesada, y tracto camiones.                                                                                       |
| Dina Autobuses, S.A. de C.V                      | Empresas ensambladoras de autobuses, foráneo y urbano. |
| Filiales Internacionales                         | |
| Motor Coach Industries International, Inc.       | Empresa filial estadounidense de DINA (de 1994 a 1999) fabricante de autobuses en Norteamérica.                                                           |
| Internacional DINA, S.A. de C.V.                 | Empresa filial argentino de DINA (de 1998 a 2001) armadora y fabricante de autobuses, chasis y camiones en Sudamérica.                                    |
| DINAMEX Chile, S.A.                              | Filial distribuidora de Internacional DINA (de 1998 a 2001) en Chile.                                                                                     |
| Autopartes y Servicios de Apoyo                  | |
| DINA Composites, S.A. de C.V.                    | División productora de plásticos reforzados termofijos y compuestos moldeables para cabinas.                                                              |
| Universal Coach Parts México, S.A. de C.V.       | Filial encargado de compra, venta, distribución, importación y exportación de refacciones, partes y accesorios para camiones, autobuses y tractocamiones. |
| Mexicana de Manufacturas Especiales, S.A. de C.V | Apoyo de suministros de partes metal-mecánicas para la producción de camiones y autobuses, así como la fabricación de carrocerías urbanas y suburbanas.   |
| Otras empresas incorporadas al grupo             | |
| Arrendadora Financiera Dina, S.A. de C.V.        | Servicios financieros para la adquisición de autobuses y camiones de la compañía en México.                                                               |

Mientras tanto en la sede mexicana de DINA, en 1997, se fabrica en la planta de Sahagún nuevos modelos de autobuses y camiones, basados en diseños propios y totalmente mexicanos, en el segmento de autobuses los modelos F11, en 1998 el F12 y en 1999 el modelo F14, y para el segmento de camiones se desarrollan los modelos serie HTQ, el 55117572, 66121072, 77631072, 9400 y 65019570; todas con tecnologías propias para el mercado estadounidense. El desarrollo de la nueva serie HTQ fue designado en conjunto por: Design Works, una filial de BMW, MCII y Roush Industries USA, con una inversión de casi 100 millones de dólares.

### Problemas financieros y quiebra técnica
La debacle financiera comenzó en junio de 1999 cuando a falta de liquidez, DINA se ve obligada a vender MCII Holdings USA y la división de autobuses en México a una firma de inversores privados, JLL Partners (Joseph, Littlejohn & Levy), el resultado de esa operación ayudó a la reducción de su deuda en 74% (según cifras oficiales de DINA), sus pasivos fueron derivados directamente de la crisis económica de diciembre de 1994.
El octubre de 1999, Sterling Trucks de Freightliner LLC (subsidiaria de Daimler) adquiere a la empresa estadounidense Western Star Trucks, con el único objeto de quebrarla para que esta a su vez dañara a DINA Camiones, pues había suscrito un convenio con DINA para la producción de 9000 camiones de carga.
El 7 de febrero de 2000, estalla la huelga del Sindicato Nacional Independiente de Trabajadores de la Industria Automotriz Similares y Conexos, cuya principal petición sería el incremento del 24% de aumento directo al salario, cuando la empresa solo podía ofrecer el 13% más 2% en prestaciones. Concluyendo tres días después con la aceptación del 13% de incremento.
El 9 de junio, después de movimientos bursátiles para revalorar sus acciones en los Estados Unidos, entra en paro técnico y el 14 de julio anuncia el incumplimiento de pagos por 6.5 millones de dólares respecto a una deuda de 35 millones de dólares que vencía en el 2000 y otra de 206.5 millones de dólares que vencía en 2002. La causa del incumplimiento fue falta de liquidez, causada por los altos niveles de inventarios y pocas ventas.
El 20 de julio de 2000, Western Star Trucks fue adquirida por Freightliner, la reacción fue que se revisaron contratos contraídos con DINA en octubre de 1999 que contemplaron el ensamble de camiones HTQ para volver a comercializar camiones en el mercado Norteamericano. Una vez adquirida Western Star Trucks por Freightliner, decide cancelar el contrato con DINA de manera unilateral y únicamente se fabricaron 700 unidades para su venta en Norteamérica, en lugar de las 9000 contratadas. Los trabajadores de la empresa comenzaron de nuevo una huelga el 6 de octubre del 2000 prorrogada hasta el 6 de marzo del 2001; exigiendo 40% de incremento al salario. El 28 de octubre DINA reclama por incumplimiento de contrato a Western Star Trucks ante la Cámara de Comercio Internacional por 110 millones de dólares y el 31 de enero de 2001 anunció recortes de 6% de sus trabajadores seguido de un 40% de despidos en abril de 2001.

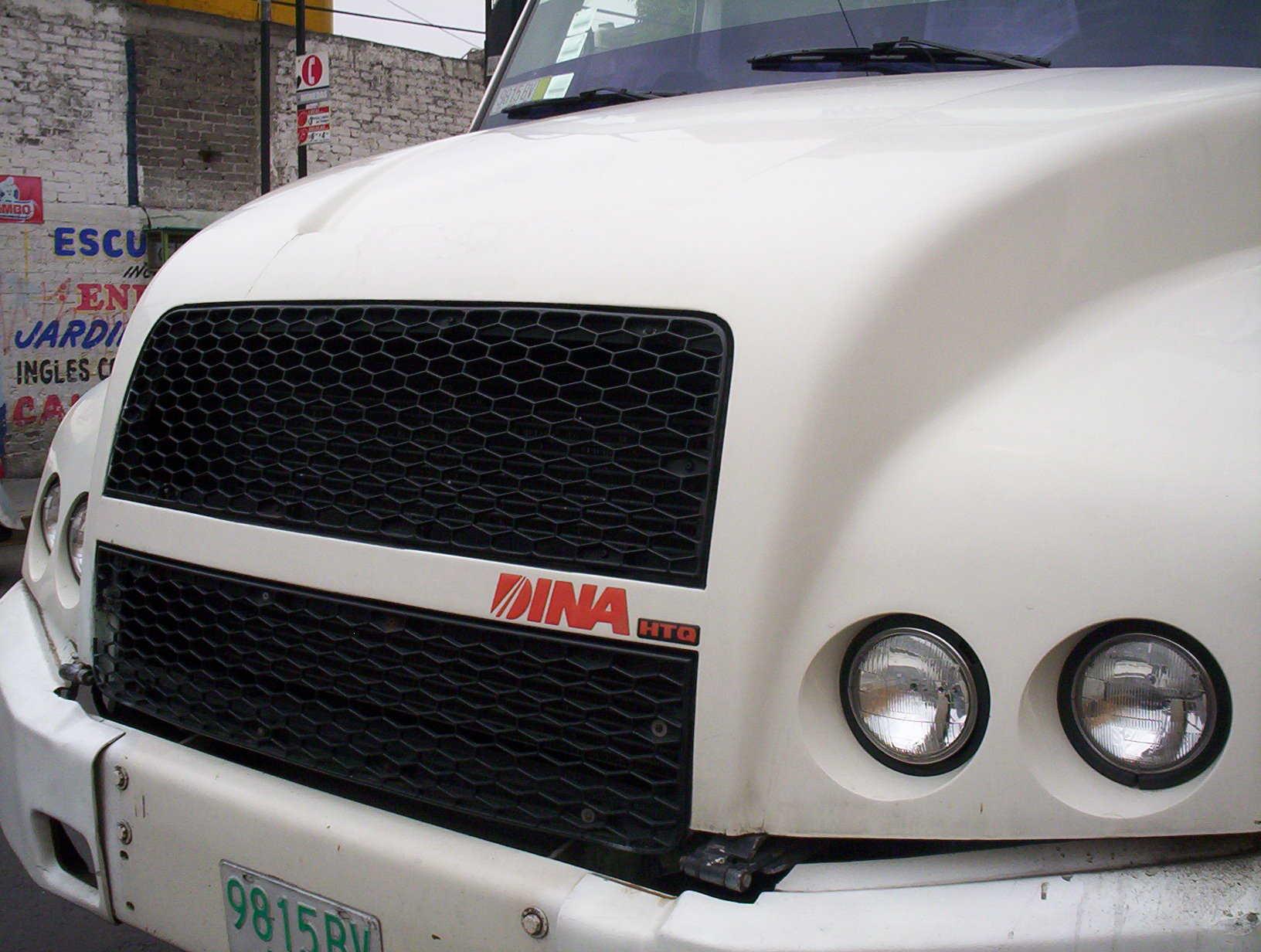
Uno de los últimos vehículos carga de la serie HTQ que DINA produjo. Actualmente, debido a la fuerte competencia en el segmento de camiones y vehículos de carga en México, la compañía se ha desempeñado solamente a la producción de autobuses.

En febrero de 2001 ya era evidente el redimensionamiento de la empresa DINA Camiones para la recuperación de sus operaciones regulares sin contar con el contrato de Western Star Trucks. El 11 de septiembre de 2001 cierra definitivamente la planta DINA camiones en Ciudad Sahagún, Hidalgo, a causa de la terminación de un sindicato de 52 años del gobierno federal; se inició la estrategia para la compra del contrato colectivo con el sindicato que tenía muchísimos vicios del pasado y era altamente ineficiente. Asimismo las plantas tenían más de 80 hectáreas que estaban sobredimensionadas; se decidió venderlas y liquidar al sindicato y se quedó solo con 23 hectáreas que era lo que realmente se necesitaba para la producción.
El gobierno del estado de Hidalgo a cargo de Manuel Ángel Núñez Soto, se hizo cargo de los activos de la empresa, únicamente de DINA Camiones, liquidando a sus más de 559 trabajadores en 2002.

### Rescate y corta duración de DINA Autobuses a Motor Coach Industries
Como parte de la venta de participación que DINA contaba de MCI en 1999, parte de la transacción incluía la compra de la división de DINA Autobuses. A partir de 2001, la producción de autobuses serie F continuaría ahora bajo la marca de MCI y se realiza la comercialización del modelo americano G 45 por primera vez en el país. El 7 de septiembre de 2001, la razón de la compañía cambia a "Motor Coach Industries México, S.A. de C.V.". Hasta ese momento, las operaciones de la compañía seguían con normalidad. A mediados de 2002, se realizaron nuevos diseños a los autobuses de la serie F.
A partir de 2003, era notablemente los nuevos problemas económicos en la empresa que llevaron al cierre de la misma, el 13 de febrero de ese mismo año, el personal de la planta fue aparentemente evacuado de las instalaciones bajo el pretexto de una amenaza de bomba sin poder reingresar a las instalaciones horas después, al día siguiente, el 14 de febrero, fue anunciado el paro y cierre de las instalaciones bajo el argumento de problemas económicos. Debido a las demandas sindicales impuestas por el incumplimiento de pagos de liquidación y pensiones al personal de la empresa, fueron adjudicados los bienes, muebles e inmuebles de la planta para su venta, como garantía del pago de liquidaciones.
Con el fin de realizar acciones para el pago de sus liquidaciones, diferentes representantes de empresarios y sindicales de la ya extinta MCI mexicana, se formalizaría a mediados de 2004 la compañía Frontera Tren Motriz, S.A. de C.V., tenía la función principal de adquirir las plantas de MCI en Ciudad Sahagún para consolidar una compañía productora de carretillas y tractores industriales, y de esa forma recibir ganancias para la indemnización de los empleados afectados, lamentablemente los convenios no lograron mantenerse estables, y a mediados de 2005, los exempleados de MCI tomarían nuevamente las instalaciones por el incumplimiento de los pagos.
El 10 de abril de 2010, se realizó la venta de las instalaciones a la compañía Pacific Internacional Development (PID), el costo de la transacción sería de 170 millones de pesos, pero hasta la fecha no se ha realizado el pago total de la venta, dejando la situación nuevamente en la incertidumbre, lo que ha suscitado varios problemas que no han podido finalizar por la vía legal.

### Continuación y posterior quiebra económica de la ex-filial DIMEX en Argentina
Al igual que su empresa matriz, la subsidiaria Internacional DINA, S.A. en Argentina, también suspenderían operaciones a partir de 2001. En 2005, un grupo de empresarios argentinos liderado por el financiero Stephen A. Wheeler, compraron las instalaciones de la planta, incluyendo los derechos de comercialización de las cabinas HTQ y otros componentes producidos originalmente en México. El reinicio de la producción comenzó inicialmente de la adquisición e importación de componentes que estaban acumulados en el stock de la planta mexicana en Sahagún, más tarde la producción sería íntegramente nacional con la excepción de los motores, transmisiones y componentes del eje motriz, que eran importados directamente desde Brasil. La proyección en esos momentos para la compañía era posicionarse nuevamente en el mercado argentino y en la región del Mercosur, así como también reiniciar operaciones de distribución en países donde anteriormente la mexicana DINA había tratado, incluyendo México.
Las primeras unidades generadas bajo la nueva directiva fue un nuevo modelo de chasis para autobuses urbanos, el Dimex D1116. Internacional DINA S.A. sería una de las compañías innovadoras en producir el primer camión propulsado por gas para Argentina, las primeras unidades fueron producidas y comercializadas a finales de 2006.
Para 2007, se iniciaría las negociaciones con la compañía productora de camiones Agrale, de origen brasileño, para constituir una filial argentino en la misma ubicación de la planta de DIMEX, ocupando una de las dos naves de la planta.
Sin embargo, el mal rendimiento de activos de la compañía por la baja demanda, llevaron al paro de su producción en 2008 y posteriormente a la declaración de su quiebra económica en 2010 por insuficiencias de pagos a acreadores, las instalaciones de la planta en Mercedes continuaría utilizando en su totalidad ahora por Agrale en ese mismo año. Terminando definitivamente las operaciones de la empresa para ese país.

### Conclusión del redimensionamiento de DINA Camiones en México
A partir de 2001, con el fin de evitar una quiebra económica definitiva, un grupo de administrativos de Grupo Empresarial G, dueños de lo que quedaba de esa compañía en aquel entonces, llevarían a cabo la reestructura financiera de DINA camiones, dicho proceso consto primero de la venta de las plantas que el grupo todavía tenía en propiedad. En 2002, el gobierno del estado de Hidalgo compraría las instalaciones de la planta de DINA Camiones, así como también en 2005, un grupo de empresarios argentinos comprarían las instalaciones de la planta DINA en Argentina. Posteriormente, el problema económico que se había suscitado por la cancelación del contrato con Western Star Trucks, fueron arreglados por la vía legal, cuando Freightliner pagaría una fuerte indemnización a la compañía mexicana, en una cantidad que nunca fue revelado por ser parte del acuerdo entre ambas compañías.

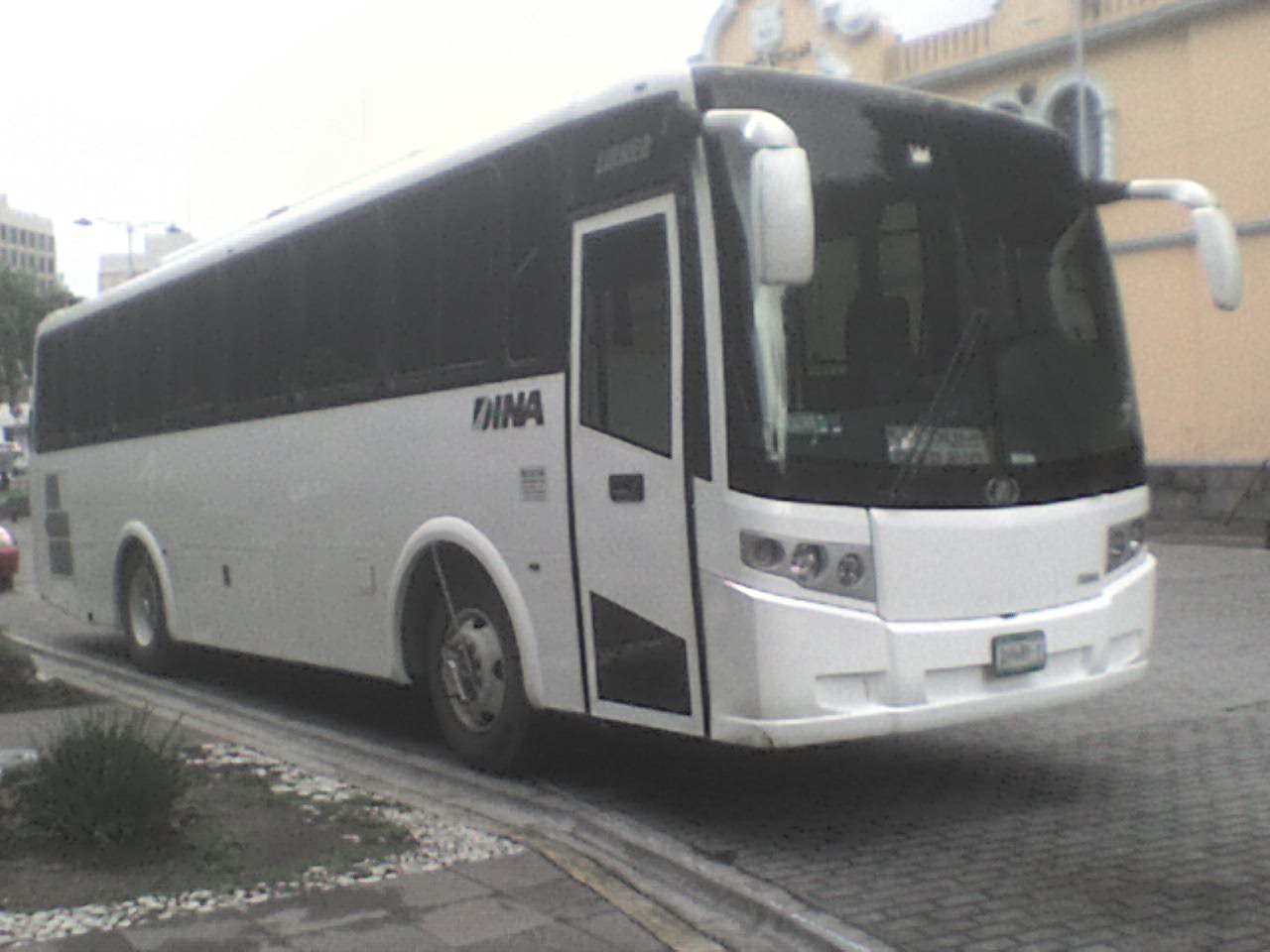
Un autobús urbano DINA modelo Linner 2012, anteriormente conocido como HTQ 104 R, motor tipo diésel. Estas unidades fueron parte de los nuevos modelos de la reestructuración de la compañía.

En 2004, inicia el proceso de diseño de nuevas unidades para pasaje con chasis y carrocería totalmente diseñados por la compañía, basado en la tecnología HTQ, así como en normas nacionales e internacionales, para ser acorde al rendimiento y condiciones en las carreteras de México.
Iniciando 2007, se concluyen los primeros cinco prototipos de chasis, posteriormente, se inicia el diseño y la construcción de una nueva planta, así como de los equipos y herramientas necesarios para la fabricación en línea de nuevos autobuses, en la misma zona industrial de Ciudad Sahagún, Hidalgo. En julio de 2007, la primera unidad terminada sale de la línea de producción de la nueva planta DINA, cuyos fines serían para realizar pruebas en diferentes carreteras, antes de colocarlos a la producción y comercilaización definitiva.
El mayo de 2008, es anunciado ante la prensa mexicana el reinicio operativo definitivo de DINA Camiones con la producción y comercialización de cuatro nuevos modelos de autobuses, todas ellas de uso tipo urbano: DINA Linner; Runner; Picker y Outsider.
Al momento de reiniciar operaciones en ese año, la inversión fue de 100 millones de dólares, teniendo una planta con capacidad de producir 23 unidades por día, 450 empleos directos y 750 indirectos, y cinco concesionarios en diferentes estados del país para la comercialización de sus unidades al mercado mexicano.

### Actualidad

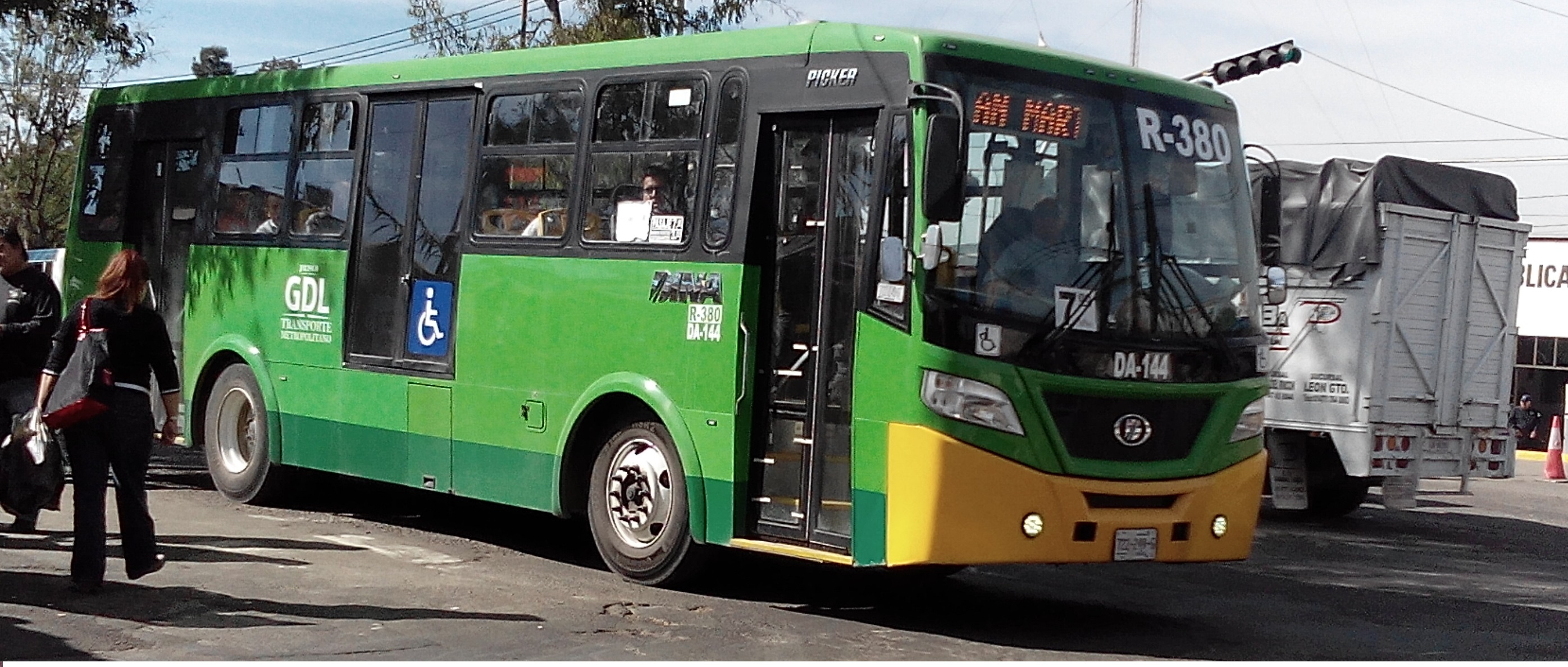
Autobús DINA modelo Picker de motor delantero. Con una variación en el diseño de la carrocería para el traslado de pasajeros con discapacidad en silla de ruedas.

Actualmente, la compañía mantiene sus operaciones ofreciendo diferentes productos y servicios para el transporte, manteniendo siempre primordial el mercado de autobuses urbanos y foráneos, aunque también considerando alternativas donde la compañía pueda ocupar un cierto espacio en el mercado. Este último, sería considerado para el lanzamiento de un autobús impulsado a gas, el DINA Linner G en 2010, así como el lanzamiento de un camión de carga de uso específico, el DINA Hustler en 2011, un tractor para uso de traslado de contenedores en puertos mercantiles.
Al incrementar de nueva cuenta su participación en el mercado mexicano, estas traspasarían nuevamente fronteras al exportarse unidades a algunos países en Centroamérica (hasta el momento sin lograr consolidarse nuevamente en toda Latinoamérica), donde ciertos modelos de la compañía circulan actualmente. Así al incrementar su presencia comercial, otros modelo de autobús sería lanzado en 2013, esta vez marcando el regreso al segmento de transporte foráneo, el DINA Buller.

## Productos y servicios

### Autobuses y camiones
- Familia de camiones ligeros, medianos y pesados HTQ, clase 5, 6, 7 y 8
- Yard tractor para puertos
- Familia de autobuses urbanos Liner: 8, 10, 12 a diésel y gas natural, motor trasero
- Familia de autobuses urbanos Runer: 8, 9, 10, 11 a diésel y gas natural, motor delantero
- Familia de autobuses urbanos Picker: 8, 10 m a diésel y gas natural, motor delantero
- Familia de autobuses urbanos Bus Rapid Transit de 12 a 18 m, modelos Brighter y Rider a diésel y gas natural, motor trasero
- Trolebús Rider de 12 m low floor
- Buller autobús larga distancia de 12 m a diésel motor trasero (en desarrollo para reintroducción a ese mercado)
- Modelo Outsider autobús de motor trasero a 11 m a diésel, suburbano
- Silux de 8 m autobús urbano motor trasero a diésel

### Otros servicios
- Post-venta
- Garantía
- Refacciones
- Financiamiento
- Capacitación a los clientes sobre sus productos DINA

## Modelos de autobuses
A través de su historia, Dina ha producido una gran variedad de autobuses para el sector de pasaje.
Modelos anteriores
- 311 FLEXIBLE
- Olímpico
- Avante
- Avante Plus
- Dorado
- Citus

- Marcopolo Paradiso
- Marcopolo Viaggio
- Foráneo 11
- Foráneo 12
- Foráneo 14
- CATOSA Puma
- CATOSA Pacífico
- CATOSA Atlántico
- CATOSA Tollocan MT
- Casabus
- Eurocar HR
- Eurocar BR2000
- Ayco Magno MC
- 231 Convencional
- CAPRE 500 Convencional
- CATOSA 500 Convencional Sansón
- Chasis D-1622
- Chasis D-1422
- Chasis D-1116

Modelos actuales
- HTQ Runner 8 - Motor Delantero
- HTQ Runner 9 - Motor Delantero

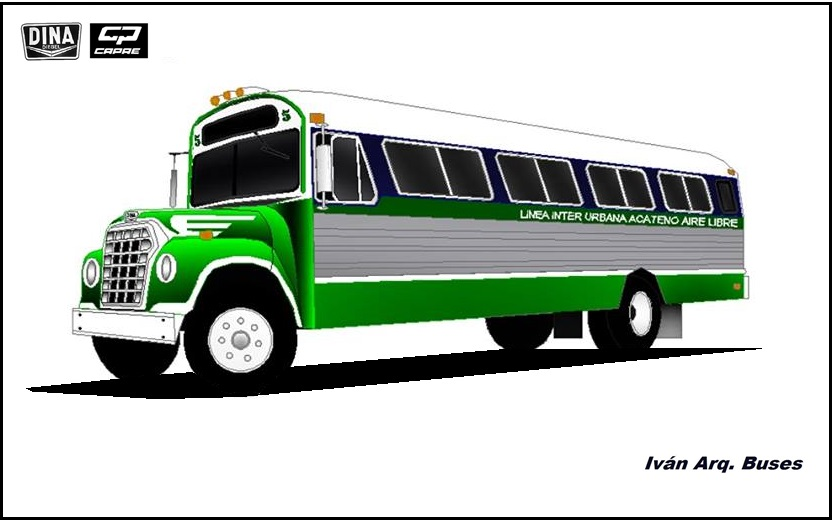
Dibujo de un DINA CAPRE CONVENCIONAL 500. 1984 (Urbanos Verdes) Teziutlán, Puebla.

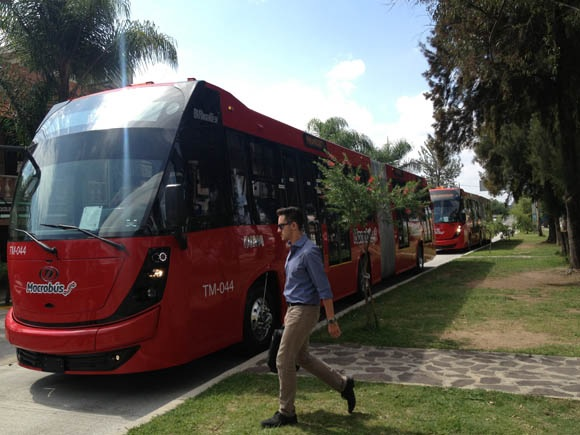
DINA BRighTer (Macrobús en Guadalajara)

- HTQ Runner 9G - Motor Delantero/Gas Natural
- HTQ Runner 10 - Motor Delantero
- HTQ Linner 10 - Motor Trasero
- HTQ Linner G - Motor Trasero/Gas Natural
- HTQ Picker - Motor Delantero
- HTQ Outsider - Motor Trasero
- BRighTer - Bus Rapid Transport
- Ridder
- Ridder G
- Ridder E (Trolebús)
- Hustler

### Carroceras de autobuses en Argentina
- D 1622/D 600 (1997-2001)
  - La Favorita
  - Alasa
  - Autobus Ugarte
  - Eivar
  - Peveri
  - Galicia
  - Suyai
  - Imeca
  - Bimet Corwin (1 unidad)
  - Ayco (1 unidad)

- D 1422/D 400 (1998-2001)
  - La Favorita
  - Alasa
  - Autobus Ugarte
  - Eivar
  - San Juan (2 unidades)
  - Peveri (1 unidad)

- D 916 (1998-2001)
  - Alasa
  - Peveri
  - Splendid
  - San Miguel
  - Imeca
  - Suyai

- D 1116 (2000-2004)
  - Galicia
  - Saldivia
  - La Favorita (1 unidad)
  - Imeca (1 unidad)

### El caso del Dina Buller
Dina hizo el intento de regresar al mundo de los autobuses foráneos al crear la gama denominada Buller, la cual fue mandada crear por parte de Grupo Estrella Blanca durante 2013.
Este autobús fue diseño propio de Dina y entre sus medidas, se contaba con 12 metros de largo con chasis Scania.
Se construyeron 4 autobuses demo, los cuales fueron probados por el Grupo Estrella Blanca durante 6 meses en 2014. Se decía que las pruebas fueron satisfactorias y se había hecho un pedido grande de unidades. 
Al parecer el pedido fue cancelado por causas desconocidas al igual que la producción del mismo fue descontinuada.
Los 4 autobuses demo fueron vendidos a particulares y aun se mantienen en circulación.

### Empresas que manejan vehículos DINA
- Trolebús de Guadalajara (SITREN Línea 3)
- Transregio (Monterrey, Nuevo León, autobuses a gas natural)
- Metrobús (CDMX, unidades articuladas)
- Acabús (Acapulco, Guerrero, sistema integrado de transporte)
- Grupo Senda/Senda CITI (unidades de transporte empresarial)
- Transportes Vencedor (unidades de transporte empresarial)
- Grupo Martínez (operadora de transporte en Nuevo León, autobuses a gas natural)
- Grupo Trees (Monterrey, Nuevo León, autobuses a gas natural)
- Estrella Blanca (Conexión, Nayar, Rojo de los Altos, Costeños)
- Transportes Roca de Juárez (unidades de transporte empresarial)
- Red de Transporte de Pasajeros (RTP) (CDMX)
- Corredor Periférico, S.A. de C.V. (COPESA) (CDMX)
- Corredor Avenida Ocho, S.A. de C.V. (COAVEO) (CDMX)
- Transportes y Servicios Terrestres Grupo Ruano (TSTGR) (CDMX)
- Transportistas Ejército Polanco, S.A. de C.V. (TREPSA) (CDMX)
- Corredor Toreo Buenavista, S.A. de C.V. (COTOBUSA) (CDMX/Metropolitano)
- Corredor Toreo Alameda Naranja, S.A.P.I (COTANSAPI) (CDMX/Metropolitano)
- Corredor Grupo ITEC, S.A. de C.V. (ITEC) (CDMX/Metropolitano)
- Transportes Unidos Costa Pacífico (Puerto Vallarta, Jalisco, unidades a gas y diésel, sistema integrado)
- Lipu (unidades de transporte empresarial y escolar)
- UTEP (Unidades de transporte empresarial y escolar)

### En el extranjero
- Managua, Nicaragua (reemplazo de los buses amarillos)
- Colombia, unidades CNG y servicio alimentador en Medellín (SAO)
- SSA Marine, Long Beach, California, Estados Unidos (tractores de puerto)